# Podlesie (województwo warmińsko-mazurskie)
Podlesie – osada w Polsce położona w województwie warmińsko-mazurskim, w powiecie ostródzkim, w gminie Ostróda.
W latach 1975–1998 miejscowość administracyjnie należała do województwa olsztyńskiego.
Obecnie w miejscowości nie ma zabudowy. Obecnie jest to polana w lesie.